# Élection présidentielle américaine de 2020 au Dakota du Nord
L'élection présidentielle américaine de 2020, cinquante-neuvième élection présidentielle américaine depuis 1788, a lieu le 3 novembre 2020 et conduit à la désignation du démocrate Joe Biden comme quarante-sixième président des États-Unis.
Au Dakota du Nord, les républicains l'emportent avec Donald J. Trump.

## Résultats des élections au Dakota du Nord
| Candidat présidentiel | Vice-président   | Parti politique | Vote populaire | %      | Vote électoral |
| --------------------- | ---------------- | --------------- | -------------- | ------ | -------------- |
| Donald J. Trump       | Michael R. Pence | Républicain     | 234,845        | 65.11% | 3              |
| Joe Biden             | Kamala Harris    | Démocrate       | 114,480        | 31.74% | 0              |
| Jo Jorgensen          | Spike Cohen      | Libertarian     | 9,347          | 2.59%  | 0              |
| Write-in              | /                | /               | 2,013          | 0.56%  | 0              |

## Analyse
|                                                   | Comté(s) | Pourcentage |
| ------------------------------------------------- | -------- | ----------- |
| Comté le plus démocrate                           | Sioux    | 67,8%       |
| Comté le moins démocrate                          | Slope    | 10,3%       |
| Comté le plus républicain                         | Slope    | 89,0%       |
| Comté le moins républicain                        | Sioux    | 21,7%       |
| Comté(s) démocrate en 2016 et républicain en 2020 | /        | /           |
| Comté(s) républicain en 2016 et démocrate en 2020 | /        | /           |